# Vladimir Medved
Vladimir Medved (tiếng Belarus: Уладзімір Мядзведзь; tiếng Nga: Владимир Медведь; sinh 4 tháng 11 năm 1999) là một cầu thủ bóng đá Belarus. Tính đến năm 2017, anh thi đấu cho Naftan Novopolotsk.